# RCW 103
RCW 103 (Kesteven 33, SNR G332.4-0.4) – pozostałość po supernowej znajdująca się w kierunku konstelacji Węgielnicy, z osobliwym centralnym obiektem (1E), prawdopodobnie nietypową gwiazdą neutronową, wykonującą pełny obrót raz na aż około 6,7 godzin.

## Podstawowe informacje
Obiekt został po raz pierwszy odnotowany pod numerem 103 w katalogu obszarów emisji Hα opublikowanym w 1960 przez A. W. Rodgersa, C. T. Campbella i J. B. Whiteoaka, stąd oznaczenie RCW 103 – od pierwszych liter ich nazwisk.
Silną emisję promieni X z centrum RCW 103 odkryto w roku 1980. Jest jednym z najsilniejszych źródeł promieniowania podczerwonego. Wiek obiektu to zaledwie 2 tys. lat. RCW 103 zawiera plazmę rozgrzaną do temperatury 2 mln K.
Według najnowszych badań, RCW 103 znajduje się w odległości około 10 tys. lat świetlnych od Ziemi (ok. 3 kpc).

## Osobliwość
Zagadką RCW 103 jest to, że jeśli obiektem centralnym miałaby być zwykła gwiazda neutronowa – co jest najprostszym wyjaśnieniem – mając zaledwie 2000 lat, nie mogłaby ona być spowolniona do jednego obrotu na aż 6,7 godzin. Tak młode gwiazdy neutronowe rotują dziesiątki tysięcy razy szybciej.
Jedno z sugerowanych rozwiązań mówi, że 1E nie jest zwykłą gwiazdą neutronową, lecz potężnym magnetarem, który swym polem magnetycznym hamowałby rotację. Jednak wszystkie jak dotąd odkryte magnetary obracają się co najmniej kilka razy na minutę, co czyni to rozwiązanie nieprawdopodobnym.
Innym wyjaśnieniem jest podwójny charakter 1E – gwiazda neutronowa oraz biały karzeł (musiałby mieć masę mniejszą niż połowa masy Słońca). Wtedy okres 6,7 godzin dotyczyłby czasu obiegu dookoła siebie składników układu podwójnego. Dodatkowo, gęsta gwiazda neutronowa musiałaby wychwytywać część wiatru gwiezdnego z karła, ale również mieć możliwość ściągania gazu z jego dysku akrecyjnego. Taki mechanizm nosi nazwę podwójnej akrecji. Rozwiązanie to, mające zdaniem naukowców spore szanse powodzenia, rzuciłoby nowe światło na proces ewolucji gwiazd i powstawania gwiazd neutronowych.